# Cometa Shoemaker-Levy 9
El Shoemaker-Levy 9 (SL9, como suele abreviárse, aunque formalmente es llamado D/1993 F2) fue un cometa que orbitaba el sistema solar y colisionó con Júpiter en 1994, proporcionando la primera observación directa de una colisión extraterrestre entre objetos del sistema solar. Esto generó una gran cobertura en los medios de comunicación hasta tal punto que el SL9 se hizo popular y fue observado por astrónomos de todo el planeta dada su importancia a nivel científico. Asimismo, los impactos proporcionaron nueva información sobre Júpiter y destacaron su papel en la reducción de meteoroides y otros objetos del sistema solar interior.
Descubierto por Carolyn y Eugene Shoemaker y David Levy, fue encontrado en la noche del 24 de marzo de 1993 en una fotografía tomada con la cámara de Schmidt del Observatorio Palomar en California (EUA), convirtiéndose en el primer cometa observado girando alrededor de un planeta en lugar del Sol, algo bastante inusual. En julio de 1994, la órbita del SL9 pasó junto al límite de Roche de Júpiter y las fuerzas de marea presionaron hasta destrozar al cometa, que posteriormente fue observado como una serie de fragmentos de hasta 2 km de diámetro, los cuales terminaron chocando con el hemisferio sur de Júpiter entre los días 16 y 22 de julio de 1994 a una velocidad de aproximadamente 6 × 104 m/s (60 km/s). Cada choque generó una cicatriz, esto es, una mancha oscura, cada una de las cuales fue más visible que la Gran Mancha Roja y se mantuvieron allí durante varios meses, incluso hasta la llegada de la misión espacial Galileo.

## Descubrimiento
Si bien el propósito era descubrir objetos próximos a la Tierra, la pareja Shoemaker y Levy, descubrieron al Shoemaker-Levy 9 el 24 de marzo de 1993 gracias una fotografía del telescopio catadióptrico en el Observatorio Palomar, tratándose de un descubrimiento científico realizado gracias a una serendipia, sin embargo, rápidamente eclipsó los descubrimientos principales para los cuales se había planeado la investigación.
El Shoemaker-Levy 9 fue el noveno cometa periódico (un cometa cuyo período orbital es menor o igual a 200 años y su órbita es una elipse muy excéntrica) descubierto por Levy y los Shoemaker, de ahí su nombre, siendo el undécimo descubierto por los tres, aunque dos de ellos no eran periódicos, recibiendo denominaciones diferentes. El acontecimiento fue señalado en la Circular IAU 5725 del 27 de marzo de 1993.
La imagen del descubrimiento dio la primera prueba que se trataba de un cometa extraño, pues tenía núcleos múltiples en una región de aproximadamente 50 arcosegundos de largo y 10 arcosegundos de ancho. Brian Marsden del Central Bureau for Astronomical Telegrams hizo notar que el cometa estaba a solo 4° de Júpiter y que su movimiento aparente indicaba que se acercaba a ese planeta, y debido a esto sugirió que los Shoemaker y Levy habían descubierto un objeto que era en realidad una serie de múltiples fragmentos de un cometa despedazado debido a la gravedad de Júpiter.

## Un cometa orbitando un planeta
Los estudios orbitales del cometa recién descubierto revelaron rápidamente que a diferencia de todos los otros cometas hallados previamente, el SL9 estaba girando alrededor de Júpiter, y no alrededor del Sol. Su órbita alrededor del planeta era demasiado estrecha e inestable, con un período orbital de aproximadamente 2 años, un perihelio de escasas 0.33 ua (49 Gm) y una excentricidad de e = 0.9986.
Rastreando hacia atrás el movimiento orbital del cometa, se halló que había estado girando alrededor de Júpiter durante algún tiempo, donde lo más probable es que hubiese sido capturado desde una órbita solar a principios de los años 1970, aunque bien pudo haber ocurrido mucho antes, a mediados de los años 1960. Mediante análisis más exhaustivos de imágenes realizadas antes del 24 de marzo (método precovery), algunos observadores hallaron también al cometa, incluyendo a Kin Endate mediante una fotografía del 15 de marzo; Satoru Otomo con una del 17 de marzo y el equipo dirigido por Eleanor Helin con imágenes del 19 de marzo. El SL9 ha sido hallado también en imágenes anteriores a marzo de 1993. Antes de que el cometa fuera capturado por Júpiter, probablemente era un cometa de corto período con un afelio en la órbita de Júpiter, y un perihelio en el interior del cinturón de asteroides.
El volumen de espacio para que pueda decirse que un objeto estuvo en la órbita de un planeta está definido por la esfera de Hill del mismo. Una vez el cometa se acercó a Júpiter entre mediados de los años 1960 y principios de los años 1970, pasó a estar cerca de su afelio y se encontró con la esfera de Hill de Júpiter; cuando sucedió esto, la gravedad del planeta tiró del cometa hacia sí mismo, atrayéndolo. Debido a que el movimiento del cometa era muy pequeño respecto al del planeta, el Shoemaker Levy 9 se precipitó hacia la atmósfera de Júpiter en un movimiento casi rectilíneo, lo que hizo que terminara en órbita alrededor del núcleo del planeta con una excentricidad bastante alta, es decir, con una curvatura bastante pequeña.
Aparentemente, el Shoemaker Levy 9 había pasado especialmente cerca de Júpiter el 7 de julio de 1992, a solo 40 000 km por encima de las nubes del planeta, mucho más cerca que Metis y a una distancia pequeña comparada con el radio de 70 000 km de Júpiter, y dentro del límite de Roche del planeta, dentro del cual la fuerza de marea es lo bastante fuerte para fragmentar cualquier cuerpo que se mantenga unido únicamente por su propia gravedad. Si bien el cometa había tenido acercamientos próximos a Júpiter anteriormente, el encuentro del 7 de julio parecía ser el más cercano, y se piensa que la partición del cometa ocurrió en ese momento. Cada uno de los pedazos a los cuales el cometa había sido reducido fue nombrado con una letra del alfabeto, desde «fragmento A» hasta «fragmento W», una práctica establecida para el momento de hallar cometas fraccionados.

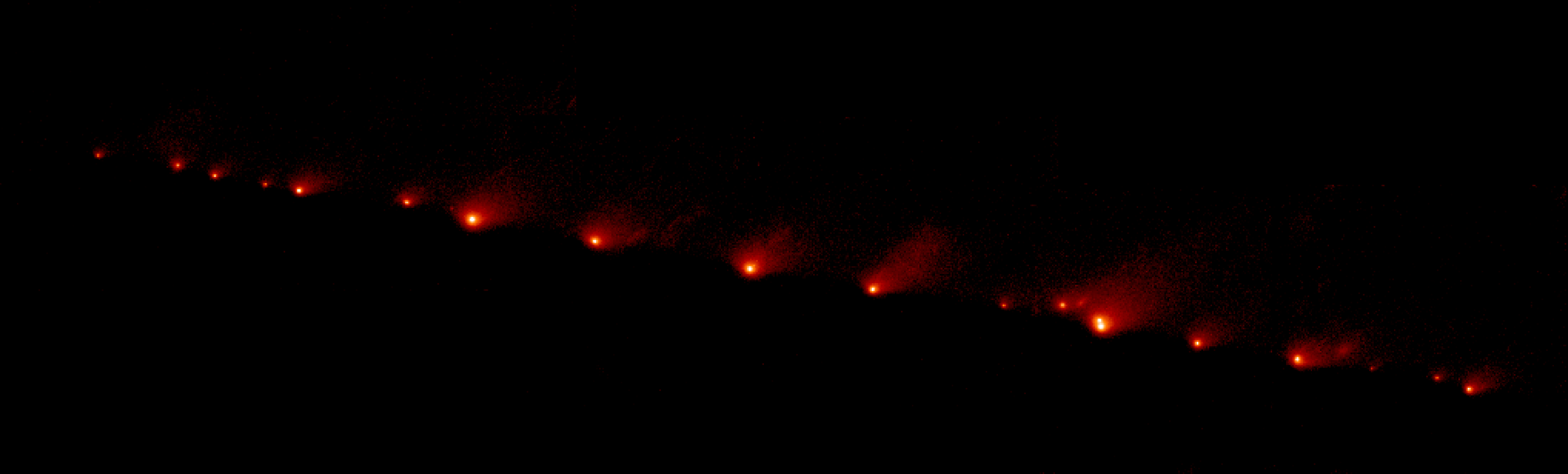
Imagen de los fragmentos del SL9 tomada por el telescopio espacial Hubble el 17 de mayo de 1994. En la esquina superior izquierda, el fragmento A; en la inferior derecha, el fragmento W.

En la imagen tomada por el telescopio espacial Hubble en el verano boreal de 1994, se distinguen cuatro trozos apenas separados 1000 km. Los fragmentos están dispersos a lo largo de 160 000 km, cada uno de ellos brilla al ser iluminado por la luz solar y están rodeados de polvo. Los astrónomos los describieron como un collar de perlas, de la misma manera, los impactos envolverían a Júpiter como un collar.
Para los astrónomos fue aun más emocionante cuando se rastreó hacia el futuro la órbita de los pedazos que quedaban del cometa, ya que se consideraba probable que podrían pasar a 45 000 km del centro de Júpiter, una distancia aun menor que el radio del planeta, es decir, que en un lapso de cinco días aproximadamente, los fragmentos terminarían atravesando la atmósfera del planeta, todo ello en julio de 1994. Para conocer los posibles efectos del impacto se hizo primordial determinar la masa de los fragmentos, así como la velocidad que alcanzarían al momento de chocar con el planeta. Según las observaciones del Hubble los once fragmentos mayores tenían tamaños entre 2.5 y 4.3 km de diámetro. La energía del impacto es proporcional a la masa del fragmento y por tanto es proporcional al cubo de su diámetro.

## Predicciones de los impactos
El descubrir la posibilidad de impacto entre el cometa y Júpiter causó una gran excitación en la comunidad astronómica, debido a que nunca antes había sido observado el encuentro de dos cuerpos de esa magnitud en el sistema solar, lo que generó que se estudiara con gran precisión la órbita que los fragmentos tendrían y se logró afirmar con total certeza que terminarían chocando con el planeta. Así, el SL9 brindaría a los astrónomos una oportunidad única de buscar en el interior de la atmósfera de Júpiter, pues se esperaba que las colisiones causaran erupciones de material de las capas que normalmente están ocultas bajo las nubes.
El astrónomo Zdeněk Sekanina observó que, debido a la fuerza de marea de Júpiter, el núcleo del cometa se encontraba fragmentado en partes que iban desde unos pocos metros hasta varios kilómetros. Lo que sugiere que el cometa original pudo haber tenido un núcleo de hasta 5 km, un poco más grande que el cometa Hyakutake, que se hizo muy brillante al pasar cerca de la Tierra en 1996. Uno de los grandes debates antes del impacto fue si los efectos de estos serían visibles desde la Tierra, o si, por ejemplo, se desintegrarían como meteoroides gigantes. Otros efectos sugeridos incluyen que los impactos generarían ondas sísmicas que se propagarían por todo el planeta, un aumento en la cantidad de niebla en la estratósfera debido al polvo, y un incremento en la masa del sistema de anillos. No obstante, debido a que las colisiones serían algo novedoso, los astrónomos prefirieron mantenerse cautelosos al respecto.

## Impactos
Conforme se acercaba la fecha para las colisiones los astrónomos preparaban sus telescopios, incluso el telescopio espacial Hubble, el ROSAT, satélite de observación de Rayos X, y significativamente la misión espacial Galileo, entonces en su viaje de encuentro con Júpiter fijado para 1996.
Los impactos sucesivos de los 23 fragmentos estaban previstos para que tuvieran lugar entre las 20:00:40 UTC del 16 de julio (fragmento A) y las 07:59:45 UTC del 22 de julio (fragmento W).

### Observación

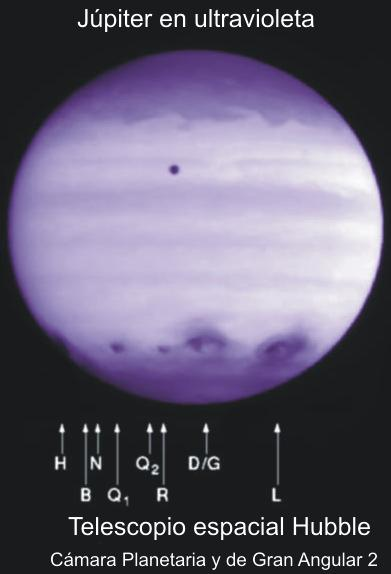
Imagen de Júpiter en UV realizada por la Cámara Planetaria y de Gran Angular 2, se observan las marcas dejadas por el cometa.

Los impactos, nombrados en un orden alfabético, comenzaron con el golpe que el fragmento A le dio al hemisferio sur de Júpiter a una velocidad de aproximadamente 60 km/s, a las 20:18 UTC del 16 de julio de 1994. Los instrumentos en la misión Galileo descubrieron un bólido que alcanzó una temperatura máxima de aproximadamente 24 000 K, que contrasta con la temperatura de la parte alta de las nubes de la atmósfera, que tienen, en general, una temperatura típica de aproximadamente 130 K, así, unos 40 segundos después la temperatura bajó rápidamente a unos 1500 K. Unos minutos después la Galileo y los observadores desde la Tierra descubrieron la bola de fuego que el impacto había generado cuando rotó el planeta, poco después del impacto inicial. Tal cual estaba previsto, los impactos finalizaron el 22 de julio, cuando el fragmento W golpeó al planeta.
Los astrónomos habían previsto ver los efectos de los impactos desde la Tierra, pero no tenían idea de hasta qué punto serían visibles los efectos atmosféricos de cada colisión; la más grande de estas la generó el fragmento G el 18 de julio a las 07:34 UTC. Este impacto creó una mancha oscura gigante de más de 12 000 km de diámetro, y se estimó como una explosión de energía equivalente a 6 gigatones de TNT, seiscientas veces el arsenal nuclear de la Tierra. La mancha negra que generó el fragmento G fue tan oscura que pudo ser vista por aficionados y fue capaz de cegar algunos de los telescopios que la observaban.

### Descubrimientos

#### Descripción de la entrada de un fragmento
Los astrónomos han observado con cámaras infrarrojas que transforman el calor en imágenes.
La secuencia de acontecimientos en un choque es:
1. Entrada del bólido en la atmósfera, que causa un fogonazo 30 segundos por incandescencia del material cometario; similar al que enciende los meteoros en la atmósfera terrestre.
2. Destello de uno o dos minutos con una intensidad un millón de veces superior al primero, debido a la onda de choque y la explosión del fragmento.
3. A los seis minutos, colosal bola de fuego que alcanza una intensidad cien millones superior al primero y que va decayendo a medida que la temperatura disminuye. Las bolas de gas de masa igual o superior a 100 millones de toneladas alcanzaron los 300 km de altura.
4. El resultado del choque son unas manchas negras en la atmósfera, que duraron varios meses. La mancha causada por el fragmento G tiene un color muy oscuro de 8000 km de diámetro y está rodeada de un halo gris de 25 000 km. Se cree que la nube está contaminada con material del cometa.

#### Estudios químicos
Los observadores esperaban que los impactos les darían una primera visión de lo que hay por debajo de las nubes que cubren Júpiter, cuando el material que hay por debajo fuera expuesto por los fragmentos del cometa que pasan a través de la atmósfera superior. Los estudios espectroscópicos revelaron la línea de absorción en el espectro joviano debido al azufre (S2) y al sulfuro de carbono (CS2), el primer descubrimiento de estas moléculas en Júpiter, y solo el segundo descubrimiento de S2 en otro objeto astronómico. Otros elementos que descubrieron incluido el amoníaco (NH3) y el sulfuro de hidrógeno (H2S), y la cantidad de azufre indicó que las cantidades de estos elementos era mucho mayor que la cantidad que se esperaría en un núcleo de un cometa pequeño, por lo que se cree que el material provenía de dentro de Júpiter. Esto significa que el cometa ha alcanzado la capa de hidrosulfato de amoníaco entre 35 y 50 km de profundidad en la atmósfera de Júpiter. Si la colisión ha sido así de superficial las grandes manchas oscuras provocadas pueden desaparecer rápido. Para sorpresa de los astrónomos, no se descubrieron compuestos de oxígeno como el dióxido de azufre.
Por espectroscopia de las nubes surgidas tras el choque se han detectado también sodio, helio, litio, manganeso, hierro, silicio y por supuesto azufre. Los seis primeros impactos causaron una distorsión en los niveles de metano que forman el 2 % de la atmósfera.
Uno de los elementos más sorprendentes es que no se han encontrado indicios de agua o están en cantidades inferiores a las previstas, significando que o la capa de agua que existe debajo de las nubes era más delgada que lo previsto, o que los fragmentos del cometa no penetraron hasta la profundidad esperada. Los estudios balísticos mostraron que los fragmentos del cometa estaban probablemente rotos y completamente disipados antes de que ellos alcanzaran la capa de agua. Los científicos esperaban ver brillantes nubes blancas en cada uno de los impactos. Solo tras el impacto Q2 el Instituto de Astrofísica de Andalucía detectó agua procedente del cometa y no de Júpiter que no contiene. Esto pone en entredicho si el cuerpo que chocó era realmente un cometa o un asteroide pues mientras el primero contiene agua el segundo no. Aun así el oxígeno que puede contener la roca al reaccionar con el hidrógeno de la atmósfera debería producir agua.

#### Otras observaciones
1. Las observaciones de radio revelaron un marcado aumento en la emisión a una longitud de onda de 21 cm después de los impactos más grandes que alcanzaron un máximo de 120 % de la emisión normal del planeta. Se pensaba que esto era debido a la radiación sincrotón, causada por la inyección de electrones moviéndose por los impactos a velocidades relativísticas en la magnetosfera Joviana. Este cambio no había sido previsto por los científicos porque las emisiones provienen del cinturón de electrones en torno al planeta.
2. Tras el choque se han observado un aumento de las auroras boreales causado por la entrada de material en la magnetosfera del hemisferio sur.
3. Los impactos más grandes provocaron según el Instituto Astrofísico de Canarias (IAC) una doble deflagración, observada en todas las frecuencias, esto se asocia a cambios en la luminosidad provocada por la evolución térmica del fenómeno.
4. Como estaba previsto de antemano, las colisiones generaron una enorme onda sísmica que barrió el planeta a las velocidades de 450 km/s y se observó durante más de dos horas después de los impactos más grandes. Estas olas parecían ser la onda de gravedad, que viaja dentro de una capa estable que actúa como una guía de ondas, por la supuesta nube de agua de la troposfera.[21][22][23][24]

## Efectos a largo plazo
Las cicatrices de los impactos en Júpiter fueron visibles durante muchos meses después del impacto. Eran sumamente prominentes, y los observadores las describieron como más fácilmente visibles que la Mancha Roja. Una búsqueda de observaciones históricas reveló que las manchas eran, probablemente, lo más prominente se había visto nunca en el planeta, y que mientras la Gran Mancha Roja es notable por su llamativo color, nunca antes se había visto ninguna mancha del tamaño y oscuridad de las causadas por los impactos del SL9.

## La frecuencia de los impactos

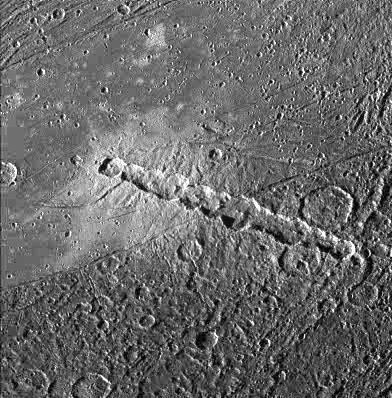
Una cadena de cráteres en Ganimedes, probablemente causada por un evento de impacto similar al SL9.

Desde el impacto de SL9, se han encontrado dos cometas muy pequeños girando alrededor de Júpiter. Los estudios han mostrado que el planeta, el más grande del sistema solar, los captura con bastante frecuencia desde la órbita solar.
La órbita del cometa alrededor de Júpiter es generalmente inestable, es altamente elíptica y el cometa es perturbado fuertemente por la gravedad del Sol. Los análisis han estimado la frecuencia de caída en Júpiter en una o dos veces por siglo, pero el impacto de cometas del tamaño de SL9 es mucho menos común, probablemente no más de uno por milenio.
Hay muy fuertes evidencias de cometas que anteriormente se han fragmentado o han chocado con Júpiter y sus satélites. Durante las misiones del Voyager al planeta, los científicos planetarios identificaron trece cadenas de cráteres en la luna Calisto y tres en Ganimedes, cuyo origen era inicialmente un misterio. Las alineaciones de cráteres vistas en la Luna son causadas a menudo como radiantes de los cráteres grandes, o causados por los impactos secundarios del proyectil original, pero las cadenas de cráteres en las lunas Jovianas no llevan a un cráter más grande. El impacto de SL9 apoyó fuertemente que las cadenas se debían a cometas rotos por la acción de Júpiter y los trenes de fragmentos cometarios formados chocando en los satélites.

## Júpiter como un «asesino de cometas»
El impacto de SL9 resaltó el papel de Júpiter como una «aspiradora cósmica» para el sistema solar interno. Estudios han demostrado que, por su influencia gravitatoria, el planeta atrae a muchos cometas pequeños y asteroides que terminan por chocar con él, y se piensa que la proporción de impacto de cometas contra Júpiter es entre dos y diez veces superior que la misma contra la Tierra.
No es fácil que algo similar ocurra en nuestro planeta. Si el SL9 chocase con la Tierra los efectos serían devastadores. «No estaríamos aquí hablando», según expresión de E. Shoemaker.  Si Júpiter no estuviera presente, estos cuerpos pequeños podrían chocar con los planetas internos. Muchos creen que la extinción de los dinosaurios a finales del Cretácico ha sido causada principalmente por el impacto que creó el cráter de Chicxulub, y demuestra que estos son una seria amenaza para la vida en la Tierra. Los astrónomos han especulado que los acontecimientos de extinción podrían haber sido mucho más frecuentes aquí de no ser por Júpiter; y la vida compleja no podría haberse desarrollado. Hace 50 000 años un meteorito causó en Arizona el cráter Barringer. Fue precisamente Eugene Shoemaker quien desveló su origen. 
A principios del siglo pasado (1908) en Tunguska (Siberia) un cometa causó la destrucción de una amplia zona de bosque.

## El SL9 en la cultura popular
- Robert Smith, integrante de la banda británica The Cure escribió la canción «Jupiter Crash», incluida en el álbum Wild Mood Swings, basándose en el cometa.[39]